# Австралийский перепел
Австралийский перепел (лат. Coturnix pectoralis) — вид птиц из семейства фазановых (Phasianidae). Наиболее распространённый в Австралии перепел. Обитает во всех штатах и на всех территориях страны-континента, но отсутствует на Тасмании. Всякая угроза вымирания вида отсутствует — МСОП присвоил ему охранный статус «Вызывающие наименьшие опасения» (LC).

## Описание

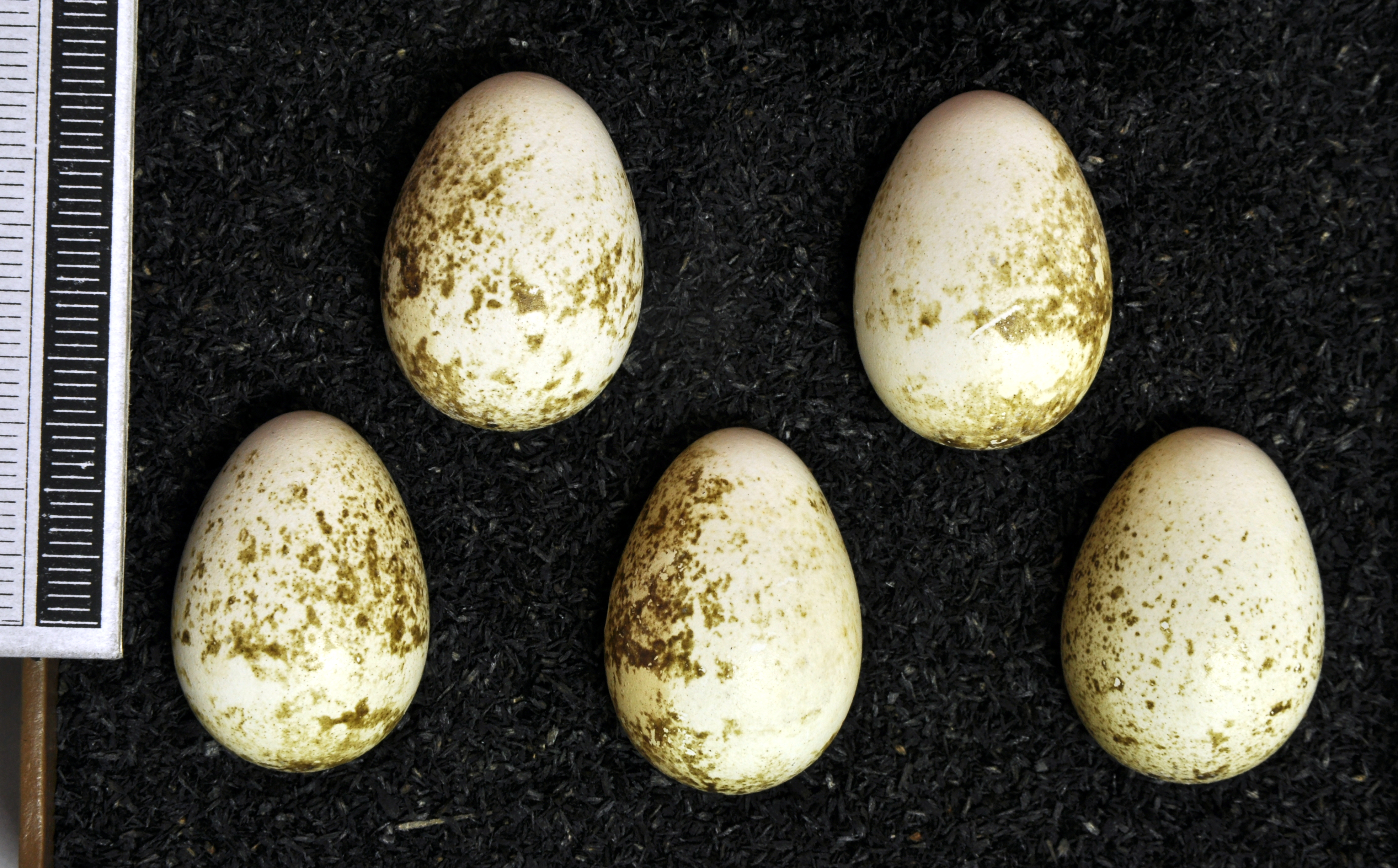
Яйца из коллекции Музея Висбадена

Масса взрослого самца 100 г, самки — 110 г. Размах крыльев птицы независимо от её пола — 25—33 см.

## Поведение
Сезон размножения может варьироваться в зависимости от природных условий. В штате Виктория это август-декабрь. Пара может оставаться вместе весь год и искать друг друга, если окажется разделена.